# Chongoroi
Chongoroi, também grafada como Chongorói, é uma cidade e município da província de Benguela, em Angola.
Tem 6 151 km². Em 2014, tinha 81 476 habitantes. Limita-se a norte com os municípios do Chongoroi e do Cubal, a leste com o município de Caluquembe, a sul com o município de Quilengues e a oeste com os municípios de Baía Farta e Camucuio.
O município é constituído pela comuna-sede, correspondente à cidade de Chongoroi, e pelas comunas de Bolonguera e Camuine.